# آرتمیفسک (استان لوهانسک)
شهر آرتمیفسک (به روسی: Артемівськ) در استان لوهانسک در کشور روسیه واقع شده‌است. جمعیت این شهر ۹٬۰۹۷ نفر  است. وطی جنگ روسیه اوکراین در سال 2023 بود که این شهر که باخموت نام داشت به آرتمیفسک تغییر یافت   «دنیس پوشیلین» رئیس «جمهوری خلق دونتسک» در بازدید از شهر باخموت اوکراین که به تصرف روسیه درآمده،گفت:این شهر از این پس با نام دوران شوروی سابق خود یعنی«آرتموفسک»شناخته خواهد شد.